# Mind on It
Mind on It è un singolo del rapper britannico Yungen con la partecipazione vocale della cantautrice Jess Glynne, pubblicato il 16 marzo 2018.

## Descrizione
Il brano, scritto da Daecolm, Clive Brooks, Jessica Glynne e Yungen, è stato prodotto dal gruppo di produttori ADP.

Parlando con la Official Charts Company, Yungen ha raccontato l'incontro con Glynne: 
"Ogni brano che ho fatto in precedenza è stato con un artista maschile, quindi sapendo di voler lavorare con una voce femminile, questa doveva essere di qualcuno di cui ero veramente un fan. Ho lasciato che la mia squadra di produttori di chiederle al posto mio di collaborare, perché se Jess Glynne avesse detto di no a loro e non a me, non avrebbe fatto così male. Ma lei era pronta a farlo. Poi siamo entrati in studio e lei è una ragazza così preparata e forte con cui lavorare, si sente che ama la musica."

## Tracce
Testi e musiche di ADP, Daecolm, Clive Brooks, Jessica Glynne e Yungen.
1. Mind on It (feat. Jess Glynne) – 3:11

## Classifiche
| Classifica (2018) | Posizione massima |
| ----------------- | ----------------- |
| Regno Unito       | 47                |